# Matilde de Senlis
Matilde de Senlis (1074-1130), reina de Escocia. Hija de Waltheof, conde de Huntingdon y Northumberland, último de los barones anglosajones que tuvieron cierto poder luego de la conquista normanda, y de Judit de Lens, sobrina de Guillermo el Conquistador. Heredó el condado de Huntingdon y contrajo matrimonio en dos ocasiones, la segunda con David I de Escocia.
Su madre Judit, tras la ejecución de Waltheof (1076), se negó a casarse con Simón I de St Liz. Este rechazo enfureció al rey Guillermo I de Inglaterra, que por un tiempo confiscó sus propiedades luego de que dejara el país. Su hija Matilde, sin embargo, sí contrajo matrimonio con Simón en el año 1090.  Con él tuvo algunos hijos, entre ellos:
1. Matilde de St Liz, casada con Robert FitzRichard y luego con Saer I de Quincy.
2. Simón II de St Liz, IV conde de Huntingdon y Northampton.
3. San Walteof de St Liz (1100 – 1159 - 1160).

Su primer marido falleció en 1109 y Matilde contrajo matrimonio con el rey David I de Escocia en 1113. De esta unión nació un hijo, Enrique de Escocia, que heredó el condado de su madre, dando origen a los condes de Huntingdon de la casa de Dunkeld.
De acuerdo con John de Fordun, Matilde falleció en 1130 y fue sepultada en Scone, pero aparece, sin embargo, en una carta que fue escrita en 1147.

## Descripciones en la ficción
Matilde de Senlis, o Magda de Huntingdon, aparece como personaje en la novela de Elizabeth Chadwick The Winter Mantle (2003), así como en la novela de Alan Moore "Voices Of The Fire" (1995).